# Louňovický rybník
Louňovický rybník se nachází v katastru obce Louňovice v okrese Praha-východ ve Středočeském kraji. Rozloha rybníka je 6,5 ha. Celkový objem činí 60,0 tis. m³. Retenční objem činí 30,0 tis. m³.

## Popis
Louňovický rybník má protáhlý tvar. Je asi 400 metrů dlouhý, orientovaný ve směru západ-východ. Jedná se o druhý ze série Jevanských rybníků. Nese název po obci Louňovice, v jejímž katastrálním území se nalézá. V jeho okolí jsou převážně pole a částečně na jihozápadě též lesík. Nejblíže je zástavba na jihozápadě a sice ulice Nad Potokem. Dále pak na jihovýchodě a východě je to ulice Obecní, která zde tvoří i hráz rybníka. Na západě je rybník napájen Jevanským potokem, u jehož ústí je břeh výrazně zamokřený. Na jihu pak potokem z rybníka na návsi. Uprostřed hráze je stavidlo, přepad je orientován na severu. Na hrázi je silnice, po které prochází cyklistická trasa číslo 0022, červená turistická značka a naučná stezka Po stopách kameníků.